# Bredemeyera isabelliana
Bredemeyera isabelliana är en jungfrulinsväxtart som beskrevs av João Barbosa Rodrigues. Bredemeyera isabelliana ingår i släktet Bredemeyera och familjen jungfrulinsväxter. Inga underarter finns listade i Catalogue of Life.